# Santa Maria della Scala
A Santa Maria della Scala római katolikus templom.

## Története
A Santa Maria della Scala templom az azonos nevű téren található. VIII. Kelemen pápa védnöksége alatt épült 1593 és 1610 között, hogy a Madonna csodatévő ikonjának adjon otthont. A hagyomány úgy tartja, hogy egy bábaasszony haldokló gyermekkel a karjában imádkozott egy ház lépcsője alatt, ahol a Madonna-kép volt, és a gyermek jobban lett. A Máriának, Jézus anyjának szentelt templom az északi kereszthajóban őrzi ezt az ikont, Keresztes Szent János barokk szobra mellett. A templom a IV. Piusz pápa által 1563-ban megjavult prostituáltak számára alapított otthon helyén épült. A templomot később az olasz karmeliták kapták meg. 1600 körül a szerzetesek a szomszédban kolostort építettek, amely a pápai udvar 17. századi gyógyszertáráról lett híres (berendezése és berendezése megőrződött). A szerzetesek a kolostorhoz tartozó kert gyógynövényeivel készítették el a gyógyszereket. 1650-ben Carlo Rainaldi egy tempietto alakú baldachint tervezett a templomba 16 karcsú jáspis korinthoszi oszloppal és egy főoltárral. 1849-ben, a forradalmi Római Köztársaságnak a megszálló francia erőkkel szembeni ellenállásának utolsó szakaszában, a Santa Maria della Scalát kórházként használták, ahol Giuseppe Garibaldi katonáit kezelték, akik megsebesültek a Trasteverében.

## Az épület és a templombelső
A templom kórusát, hajóját és az északi kereszthajó boltozatait díszlécekre emlékeztető festmények borítják, míg a déli kereszthajón domborműves stukkós díszlécek találhatók. A templom őrzi Ávilai Szent Teréz ereklyéjét, egyik lábát. A hajó mindkét oldalán három-három kápolna van. Laerzio Cherubini ügyvéd Caravaggiótól rendelt egy festményt a  Santa Maria della Scala kápolna oltárképének. Ez volt a Szűz halála. A pletykák szerint Caravaggio prostituáltat használt modellként a halott nő megfestéséhez, ezért a karmeliták 1606-ban elutasították a festményt, amelyet aztán Vincenzo Gonzaga, Mantova hercege vásárolt meg. Az oltárképet végül Carlo Saraceni festette meg. A templomban található Gerard van Honthorst holland festő Keresztelő Szent János lefejezése című műve, valamint Giovanni Odazzi József álma című képe. A Szent János-terem Tito Sarrocchi gyűjteményének ad otthont.

## Bíborosok
| - Paolo Savelli (1664-1669) - Buonaccorso Buonaccorsi (1670-1678) - Gianfrancesco Ginetti (1681-1682) - Sede vacante (1682-1686) - Johannes Walter Sluse (1686-1687) - Rinaldo d'Este (1688-1695) - Domenico Tarugi (1696) - Sede vacante (1696-1706) - Carlo Colonna (1706-1715) - Sede vacante (1715-1724) - Alessandro Falconieri (1724-1734) - Lajos Antal spanyol infáns (1735-1754) - Sede vacante (1754-1766) - Saverio Canale (1766-1773) - Sede vacante (1773-1777) - Gregorio Antonio Maria Salviati (1777-1780) - Filippo Campanelli (1789-1790) - Sede vacante (1790-1800) | - Luis María de Borbón y Vallabriga (1800-1823) - Sede vacante (1823-1843) - Paolo Mangelli Orsi (1843-1844) - Sede vacante (1844-1853) - Prospero Caterini (1853-1876) (1876-1881) - Pietro Lasagni (1882-1885) - Augusto Theodoli (1886-1892) - Girolamo Maria Gotti (1895-1916) - Sede vacante (1916-1921) - Camillo Laurenti (1921-1935) (1936-1938) - Sede vacante (1938-1946) - José María Caro Rodríguez - Julius August Döpfner (1958-1976) - Sede vacante (1976-1994) - Carlos Oviedo Cavada (1994-1998) - François-Xavier Nguyên Van Thuán (2001-2002) - Stanisław Nagy (2003-2013) - Ernest Simoni (2016-hivatalban) |

## Fordítás
- Ez a szócikk részben vagy egészben  a   Santa Maria della Scala című angol Wikipédia-szócikk ezen változatának fordításán alapul.  Az eredeti cikk szerkesztőit annak laptörténete sorolja fel. Ez a jelzés csupán a megfogalmazás eredetét és a szerzői jogokat jelzi, nem szolgál a cikkben szereplő információk forrásmegjelöléseként.